# Alpha Oumar Djalo
Alpha Oumar Djalo (* 15. September 1996 in Paris) ist ein französischer Judoka. Er war 2023 Europameisterschaftsdritter im Halbmittelgewicht.

## Sportliche Karriere
Djalo erreichte 2018 beim Grand Slam In Düsseldorf das Finale und verlor dann gegen Saeid Mollaei, der damals noch für den Iran antrat. Bei den Europameisterschaften in Tel Aviv unterlag er im Viertelfinale dem Belgier Sami Chouchi, nach einer Niederlage in der Hoffnungsrunde gegen den Portugiesen Anri Egutidze belegte Djalo den siebten Platz. Ebenfalls Siebter wurde er bei den Mittelmeerspielen in Tarragona. Im Jahr darauf wurden die Europameisterschaften 2019 im Rahmen der Europaspiele 2019 in Minsk ausgetragen. Djalo verlor seinen Auftaktkampf gegen den Georgier Luka Maisuradse.
Im November 2021 gewann Djalo den Titel bei den französischen Meisterschaften. Nachdem er Ende 2022 den dritten Platz beim Grand Slam in Tokio belegt hatte, konnte er 2023 zweimal einen dritten Platz bei einem Grand-Slam-Turnier erkämpfen, zunächst in Paris und dann in Antalya. Im Mai 2023 bei den Weltmeisterschaften in Doha schied Djalo im Achtelfinale gegen den Südkoreaner Lee Joon-hwan aus. Bei den Europameisterschaften in Montpellier besiegte Djalo im Viertelfinale den Ungarn Attila Ungvari und verlor im Halbfinale gegen den Georgier Tato Grigalaschwili. Im Kampf um Bronze bezwang er den Belgier Matthias Casse. Bei den Olympischen Spielen 2024 in Paris schied Djalo im Achtelfinale gegen den Usbeken Sharofiddin Boltaboev aus.